# Ґізи

«Герб роду Ґізів»

Помилка Lua у Модуль:Navbar у рядку 61: Неприпустима назва {{subst:PAGENAME}}.
Ґізи (фр. Guise) — французький аристократичний рід, що був бічною гілкою Лотаринзького герцогського дому; в період релігійних воєн XVI століття Ґізи очолювали католиків.

## Піднесення Ґізів
Протягом усього XVI століття і протягом цілих трьох поколінь Лотаринзький дім і його молодша гілка — дім де Ґізів — намагалися скинути династію Валуа і заволодіти французьким троном. Багато разів ці спроби провалювалися, але достатньо було всього тридцять років, щоб рід Валуа назавжди згас сам по собі.
Засновник дому Ґізів — Клод (1496–1550), 3-й син герцога Лотарингії Рене II, у 1506 році натуралізувався у Франції, герцог Ґіз з 1528 року Франсуа де Ґіз (1519—1563), син Клода, прославився обороною Меца, захищаючи його від військ імператора Карла V (1552) і взяттям ув англійців Кале (1558). Франсуа де Ґіз був головнокомандувачем королівської армії. Разом з братом Шарлем Ґізом, кардиналом Лотаринзьким, фактично правив країною при Францискові II, який був одружений з племінницею Ґізів Марією Стюарт.

## Релігійні війни
Ґізи мали величезні володіння. Вони виступали як захисники «істинної» (католицької) віри. Феодальна знать і дворянство північно-східних і центральних провінції Франції підтримували католицький табір, який очолювали герцоги Ґізи. Вони користались підтримкою Іспанії. Для французького селянства ідеї Реформації були чужими, воно залишалось вірним католицькій церкві.
Франсуа розправився з гугенотами — учасниками Амбуазької змови (1560), спрямованої проти Ґізів. У березні 1562 року вчинив криваву різанину гугенотів у Вассі. Генріх Ґіз (1550—1588), син Франсуа де Ґіза, один з організаторів Варфоломіївської ночі (1572), глава Католицької ліги (1576). Претендував на королівський престол. Був убитий за наказом Генріха III. Із закінченням релігійних воєн могутність будинку Ґізів упала.
Останнім представником дому де Ґіз був Шарль Ежен Лотаринзький (1751–1825), титулярний герцог Ельбьоф та принц Ламбек.

## Таємниці дому Ґізів
Герцоги Ґізи були союзниками Шарля де Монпансьє, конетабля Бурбонського, названого «Секретним досьє» великим магістром Сіону до 1527 року. Вони також були пов'язані з сім'єю герцогів мантуанських, і Фердинанд де Гонзага, великий магістр (1527—1575 р.), надавав їм допомогу і підтримку в усіх змовах проти французького трону. Що стосується герцога де Ґіза, то він одружився з Анною д'Есте, герцогинею де Жізора.
Достеменно не відомо про допомогу династії якогось таємного товариство або ордена але, очевидно, що міжнародна мережа емісарів, послів, шпигунів і агентів всіх видів, навіть убивць, отримувала у них платню. Серед них називають і Нострадамуса, який, ймовірно працював на Франсуа де Ґіза і кардинала Лотаринзького.
Якщо вірити деяким історикам і «Документам Громади», Нострадамус, втім, не задовольнявся лише тим, що таємно поставляв своїм патронам цінні відомості про діяльність та плани їх супротивників. Будучи офіційним астрологом французького двору, він слідував за королем під час усіх його пересувань і, таким чином, знав багато чого. Тому можна думати, що він цілком мав можливість маніпулювати Валуа в психологічному плані і, отже, віддати їх в руки їхніх ворогів. Тому, здебільшого, пророцтва Нострадамуса зовсім не були пророцтвами, а були, скоріше, зашифрованими посланнями, закодованими інструкціями, таємничою програмою дій, призначеною для вузького кола втаємничених.